# Albertbrücke
Die Albertbrücke ist die östlichste der vier Elbbrücken der Dresdner Innenstadt, sie entstand in den 1870er Jahren. Benannt ist die 316 Meter lange Brücke nach König Albert von Sachsen. Zu DDR-Zeiten trug sie den Namen Brücke der Einheit, erinnernd an die Vereinigung von KPD und SPD (1946).

## Lage und Bauwerksbeschreibung
Die Brücke verbindet den Sachsenplatz im Süden mit dem Rosa-Luxemburg-Platz im Norden. Von dort führen die Glacisstraße und die Hoyerswerdaer Straße in die Äußere Neustadt. Dabei ist die Brücke ein Teil des 26er Rings, der sich südlich mit der Sachsenallee und der Güntzstraße fortsetzt. Am Sachsenplatz besteht außerdem Anschluss an das Terrassenufer und das Käthe-Kollwitz-Ufer. Über die Brücke fahren die Straßenbahnen der Linien 6 und 13. Vor der Sanierung (2014–2016) befuhren die Brücke täglich 19.400 Kraftfahrzeuge bei einem Schwerlastanteil von 2 %. Die Brücke ist mit 9.000 Radfahrern täglich die für den Radverkehr bedeutendste Elbbrücke Dresdens.
Das Brückenbauwerk besteht aus 14 Steinbögen, die symmetrisch zum 7,5 Meter breiten Mittelpfeiler ausgebildet sind. Die vier Stromöffnungen haben eine lichte Weite von 31 Metern. Die kleinste Durchfahrtshöhe beträgt etwa 7,90 Meter beim höchsten schiffbaren Wasserstand. Die Brücke ist nach der im September 2016 abgeschlossenen Sanierung 22,20 Meter breit. Die Gründung der Uferpfeiler erfolgte in offener Baugrube; für die Strompfeiler mittels Senkkasten. Den markanten Mittelpfeiler zieren an der Oberstromseite ein Reliefporträt des Königs Albert von Sachsen und auf der Unterstromseite das Dresdner Stadtwappen, beide aus Carrara-Marmor.

## Geschichte
Der Bau der Brücke nach Plänen und unter der Leitung von Stadtbau-Oberingenieur Karl Manck begann am 14. Juni 1875. Am 19. November 1877 folgte die Einweihung als König-Albert-Brücke. Am 7. Mai 1945 wurden auf jeder Brückenseite drei Bögen gesprengt. Der Wiederaufbau mit verkleideten Stahlbetonbögen wurde im Juli 1946 abgeschlossen.

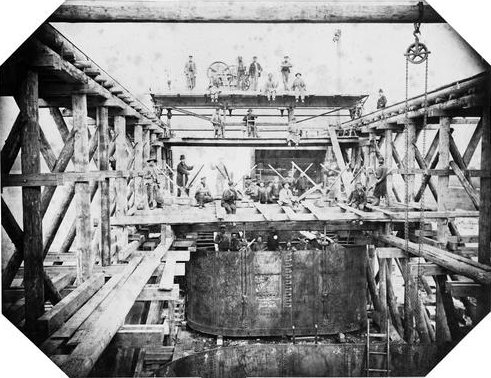
Arbeit an der Gründung mittels stählerner Senkkästen, 1875
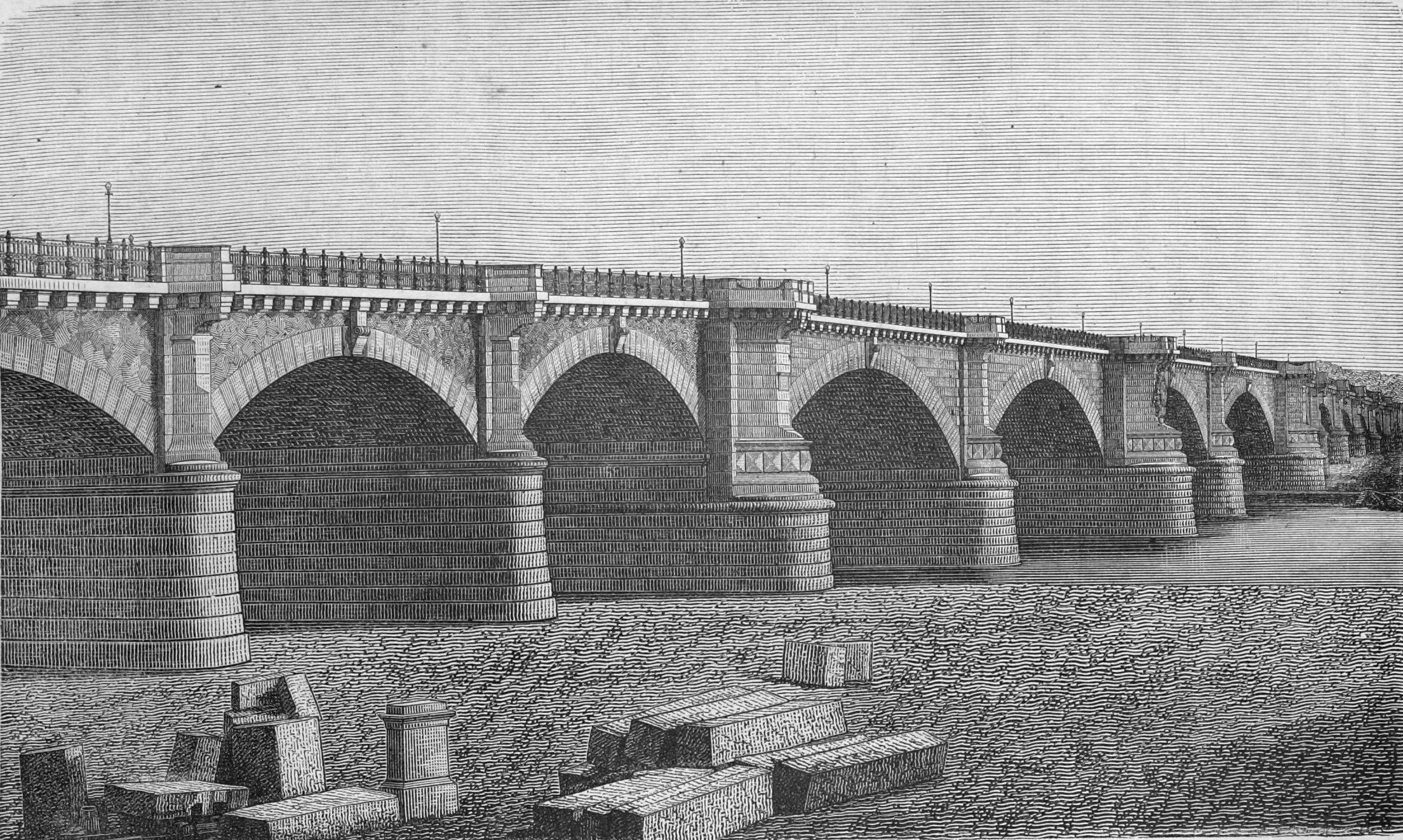
Ansicht 1878
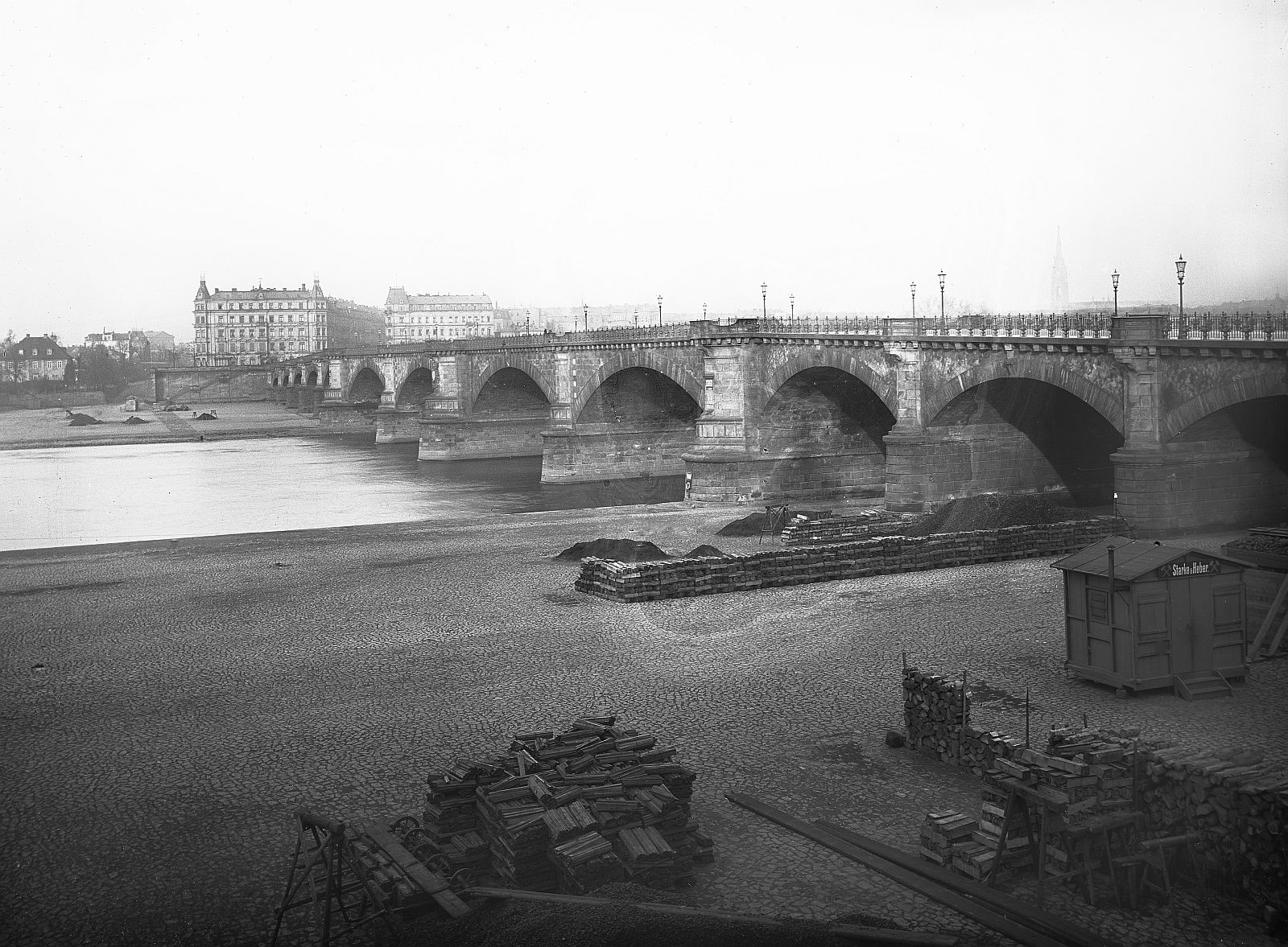
Ansicht vom Altstädter Ufer, um 1890
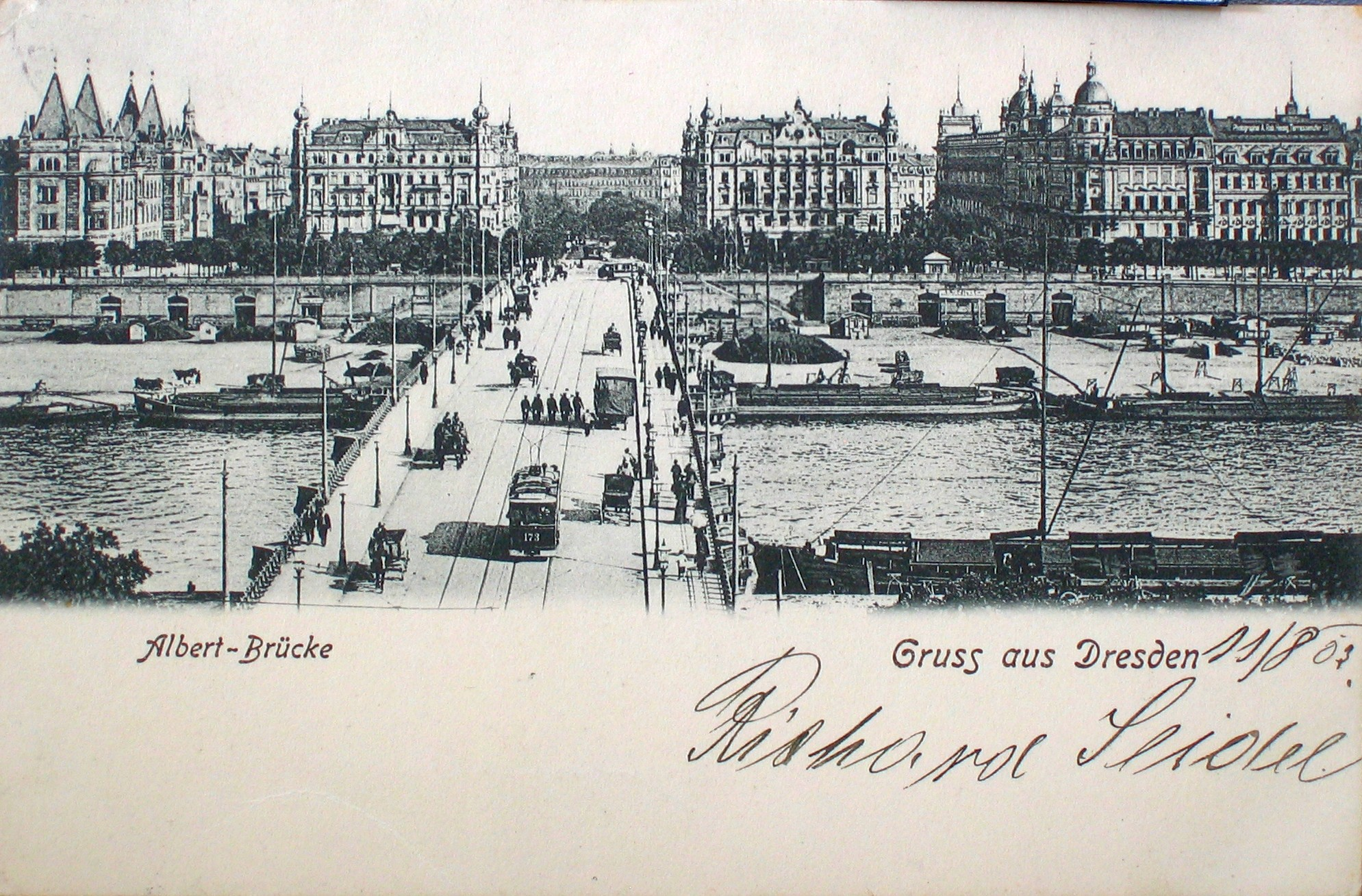
Albertbrücke 1903
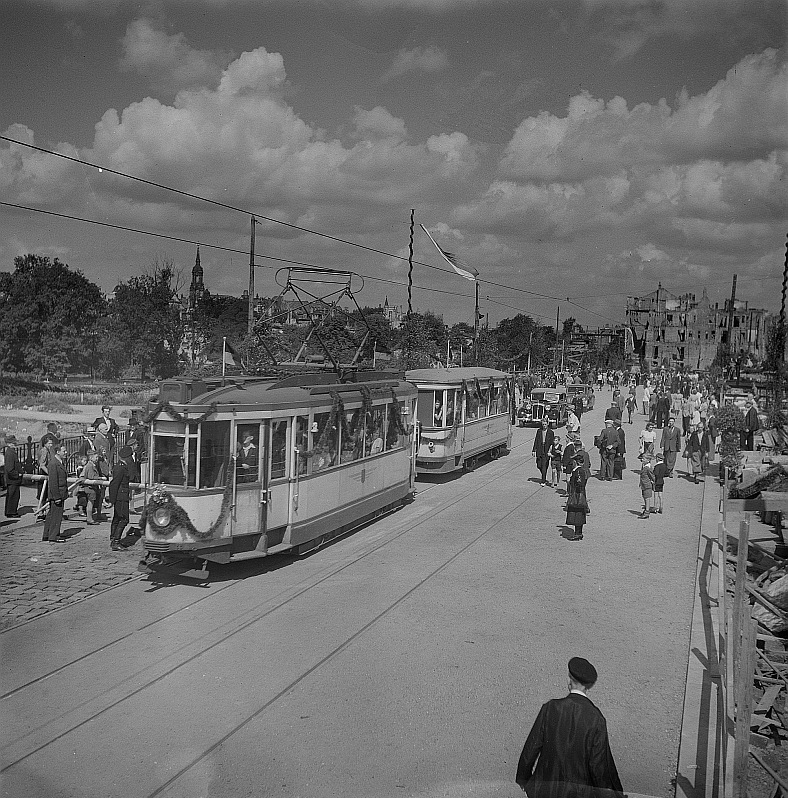
Die erste Straßenbahn fährt nach dem Wiederaufbau über die Brücke, 1946

## Zustand

### Zu Beginn des 21. Jahrhunderts

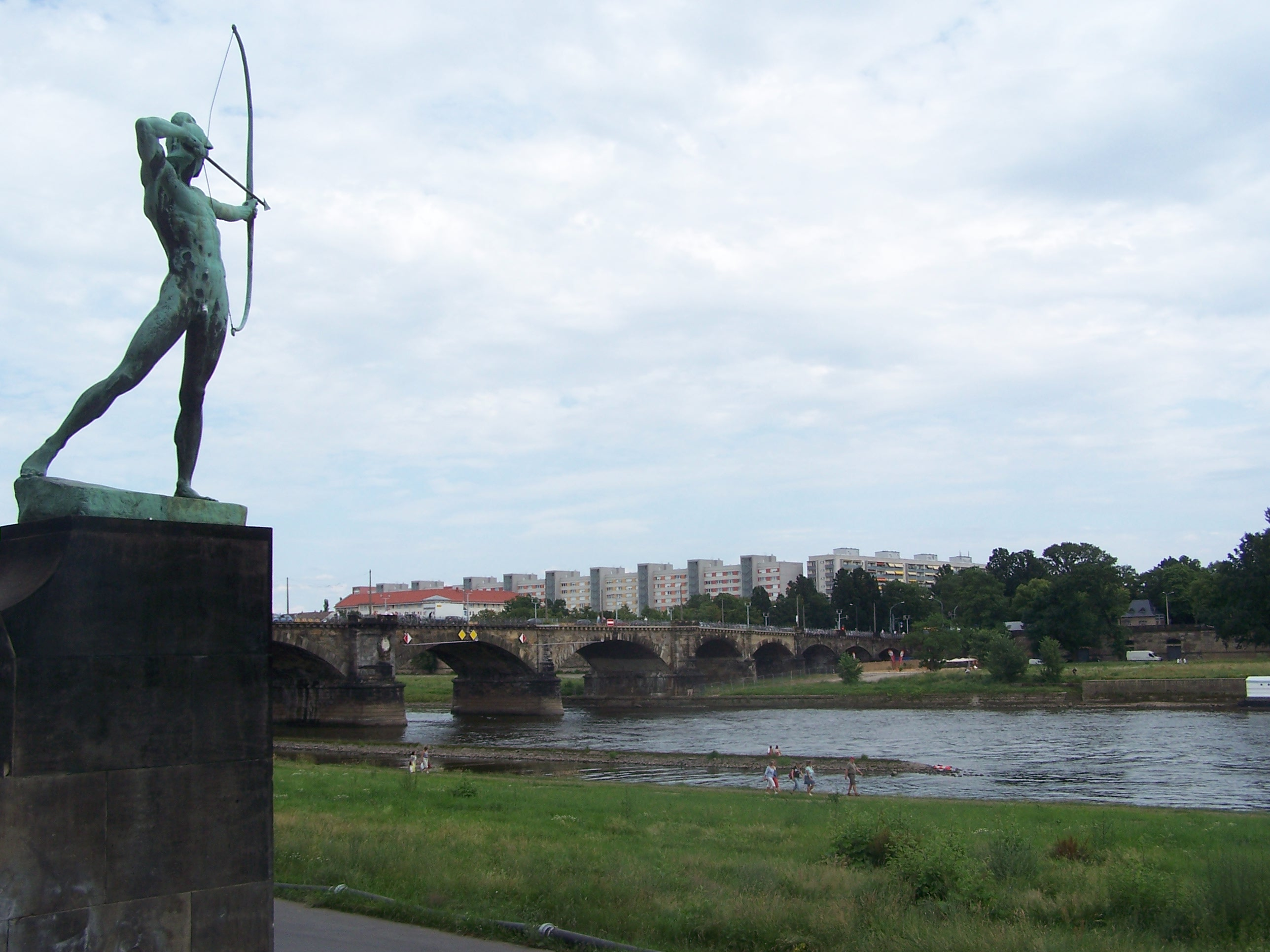
Blick vom Staudengarten mit dem Bogenschützen auf die Albertbrücke

Aufgrund von Zerfallsprozessen war die Sicherheit der Brücke in der zweiten Hälfte der 2000er Jahre nicht mehr gewährleistet. So waren vor allem die Geländer nicht mehr stabil genug verankert. Sandsteinteile drohten abzubrechen. Deshalb wurden Maßnahmen ergriffen, welche die Nutzbarkeit und Sicherheit bis zur grundhaften Sanierung gewährleisten sollten: Die Geschwindigkeit wurde auf Tempo 30 reduziert, die jeweils äußere Hälfte des Geh- und Radweges wurde gesperrt und mittels Baustellenabsperrung gesichert. Um für Fußgänger und Radfahrer eine angemessene Breite des Geh- und Radweges vorzuhalten, wurde dieser bis zur Eröffnung einer Behelfsbrücke zu Lasten der Fahrbahnen verschoben. So war zeitweilig nur eine von Kraftfahrzeugen und Straßenbahn geteilte Fahrspur pro Richtung nutzbar. So kam es vor allem im Berufsverkehr zu erheblichen Rückstaus und Verspätungen im Straßenbahnverkehr.
Im Oktober 2013 wurden für 70.000 Euro Schutzdächer eingerichtet, um die unter der Brücke führenden Radwege vor herabfallenden Steinen zu schützen.

### Behelfsbrücke

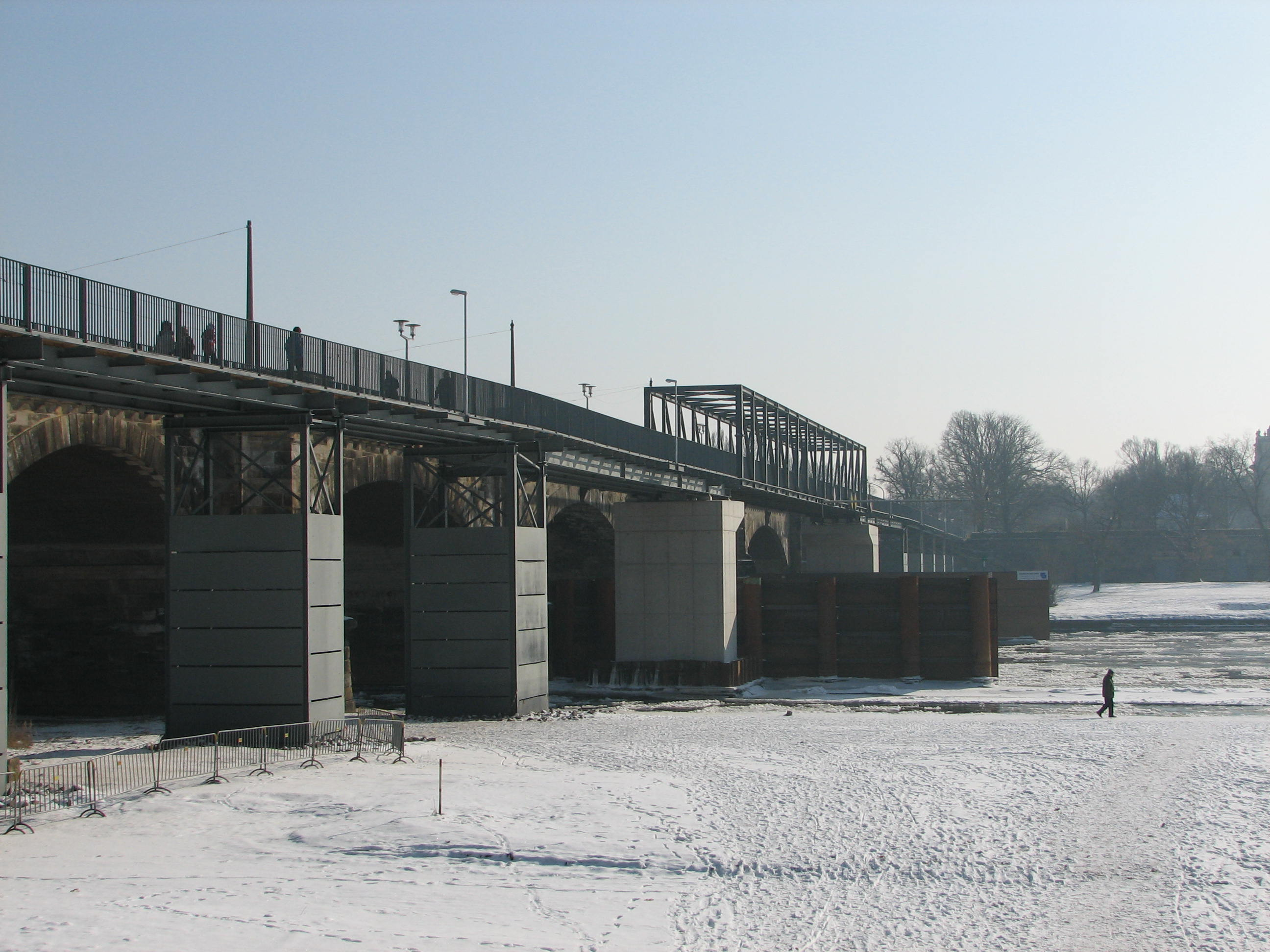
Behelfsbrücke während der Umbauarbeiten im Februar 2012

Im Herbst 2011 wurde eine Behelfsbrücke auf der der Stadt zugewandten Seite der Albertbrücke errichtet. Dadurch konnten die versetzten Gehwege wieder zurückgebaut werden, und die Brücke hatte Ende November wieder die ursprüngliche Kapazität im Kfz- und Straßenbahnverkehr. Die Behelfsbrücke wurde umgangssprachlich als „Kleine Albertbrücke“ bezeichnet. Aufgrund der gelegentlichen Glätte der Holzbeplankung kam es zu Stürzen von Radfahrern.
Am 8. September 2015 wurde die Behelfsbrücke nach Freigabe der fertiggestellten Hälfte der neuen Albertbrücke gesperrt und bis Ende 2015 abgerissen.

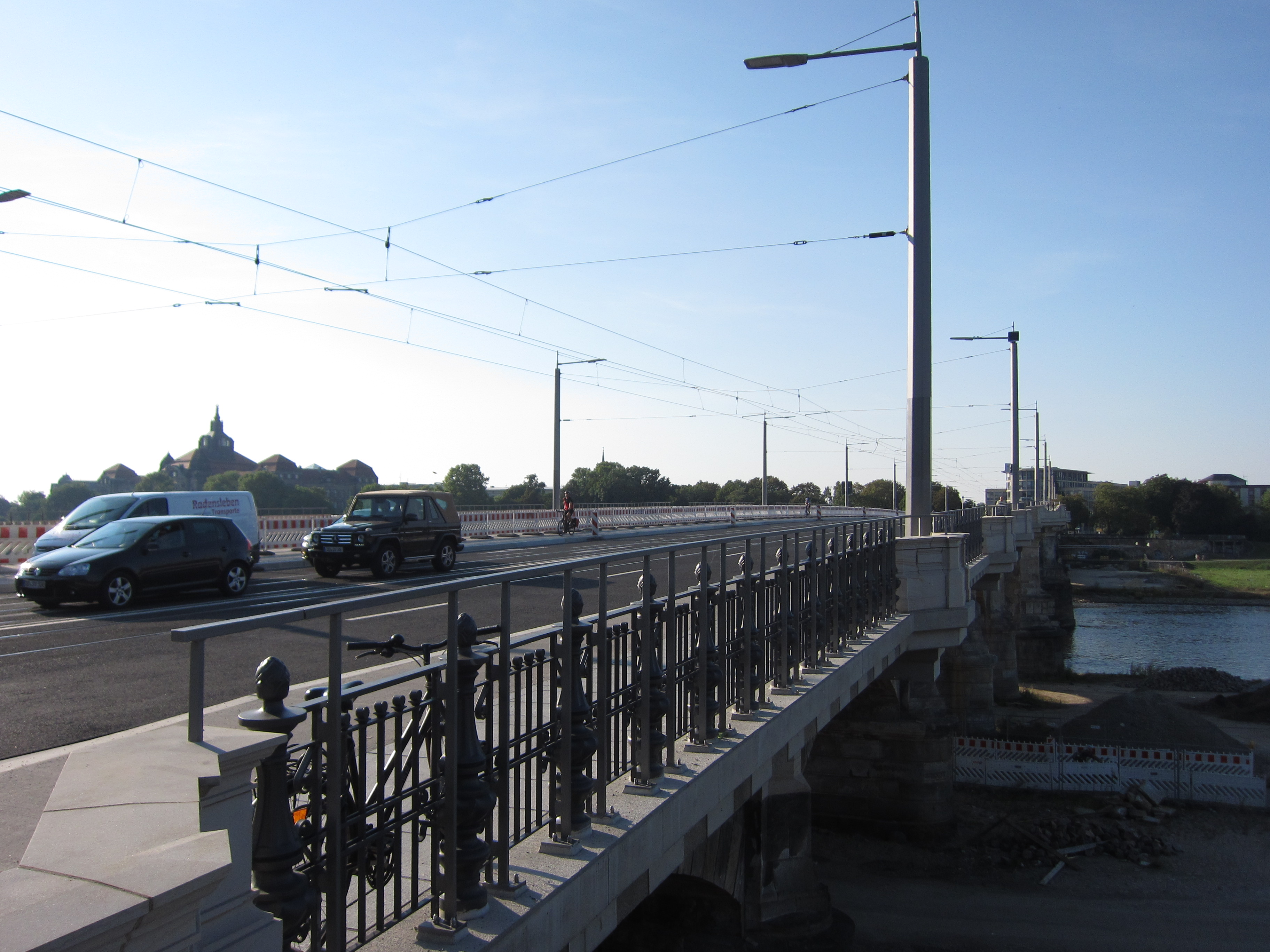
Nach Sanierung

### Sanierung
Ursprünglich sollte die Sanierung und damit einhergehend eine Verbreiterung der Brücke bereits 2008 beginnen, nachdem seit 2007 Sicherungsmaßnahmen getroffen worden waren. Das Projekt verzögerte sich durch einen Einspruch des Landesdenkmalamtes gegen die Verbreiterung. Mit der Sanierung wurde nicht begonnen, da sich die Fertigstellung der Waldschlößchenbrücke, die einem Großteil des Verkehrs während der Bauzeit als Umleitung dienen sollte, bis August 2013 verzögerte. Im Rahmen des Umbaus wurde die Brücke um 3,60 auf 22,20 m verbreitert. Auf beiden Seiten waren 1,60 m breite Rad- und 2 m breite Fußwege vorgesehen. Die ursprünglich geplante Verbreiterung um 4,70 m wurde aus Denkmalschutzgründen verworfen.
Im Mai 2010 beschloss der Stadtrat die Sanierung der Brücke. Zunächst war ein schneller Umbau vorgesehen, bei dem die Brücke für acht Monate für den Autoverkehr und mehrfach (jeweils maximal zwei Wochen) für den Straßenbahnverkehr gesperrt worden wäre. Mitte Juni 2013 stimmte der Stadtrat für diesen schnellen Umbau der Brücke. Die Schnellvariante hätte ab September 2013 realisiert werden können. Die Bauzeit wurde mit 21 Monaten angegeben. Oberbürgermeisterin Helma Orosz legte dagegen aus Kostengründen ihr Veto ein. Laut Angaben der Stadt habe das Land zu erkennen gegeben, dass die im städtischen Haushalt unterstellten Fördermittel nicht in dieser Höhe bereitgestellt würden. Der Anteil des Landes an der Finanzierung des Vorhabens lag bei 75 Prozent.
Die Variante IV mit Aufrechterhaltung des PKW-Verkehrs wäre mit 28,7 Millionen Euro rund 3,3 Millionen Euro teurer als die Schnellvariante gewesen. Bei einem Beschluss des Stadtrats für die Realisierung dieser Variante wäre der Baubeginn damit zwischen März 2014 und Anfang 2015 möglich gewesen. Falls ein ergänzendes Planfeststellungsverfahren erforderlich gewesen wäre, wäre der Baubeginn nicht absehbar gewesen. Sachsens Verkehrsminister Sven Morlok (FDP) sagte für diese Variante vier Millionen Euro zusätzliche Fördermittel zu. Der Straßenbahnverkehr wäre bei dieser Variante für 8 Wochen unterbrochen worden; die Dresdner Verkehrsbetriebe rechneten allein dafür mit Mehrkosten von 1,6 Millionen Euro.
Laut Angaben von Verwaltungsbürgermeister Lehmann ist mit dem verschobenen Baubeginn die Rechtsgrundlage für den weiteren Betrieb der Brücke entfallen. Es seien daher Sofortmaßnahmen zu ergreifen oder die Brücke zu sperren. Um Schäden zu minimieren, wurde eine Geschwindigkeitsbegrenzung für Straßenbahnen von 10 km/h festgelegt und die äußeren Fahrbahnspuren im Bereich der Schiffahrsbögen wurden gesperrt. Letzteres geschah, um eine Gefährdung des Schiffsverkehrs durch herabfallende Steine zu verringern.
Am 26. September 2013 stimmte der Stadtrat für die ursprünglich geplante Sanierung. Die zuvor gegen das Vorhaben stimmende CDU begründete ihre Meinungsänderung mit dem weiter verschlechterten Zustand der Brücke. Inzwischen mussten die unterführenden Radwege mit Dächern geschützt und ein Havariekonzept für den Schiffsverkehr entwickelt werden. Als einzige Fraktion stimmte die FDP gegen die Sanierung, da sich der Zustand der Brücke nicht verändert habe und den Autofahrern das Leben nicht schwer gemacht werden solle. Die Sanierung begann Ende Mai 2014. Die Brücke war für den gesamten Autoverkehr gesperrt und die Straßenbahn fuhr eingleisig auf einem Behelfsgleis. Für die Arbeiten war eine Dauer von rund zwei Jahren und Kosten in Höhe von insgesamt 21 Millionen Euro veranschlagt.
Am 24. August 2015 erfolgte die Freigabe der ersten Hälfte der Albertbrücke für Straßenbahnen, am 8. September 2015 für Radfahrer und Fußgänger. Die Freigabe der Albertbrücke für den Kfz-Verkehr und für Straßenbahnen in beide Richtungen erfolgte am 5. September 2016, ebenso sind der Rosa-Luxemburg-Platz und der Sachsenplatz wieder komplett nutzbar.

## Kunstwerke und Gedenken an der Brücke

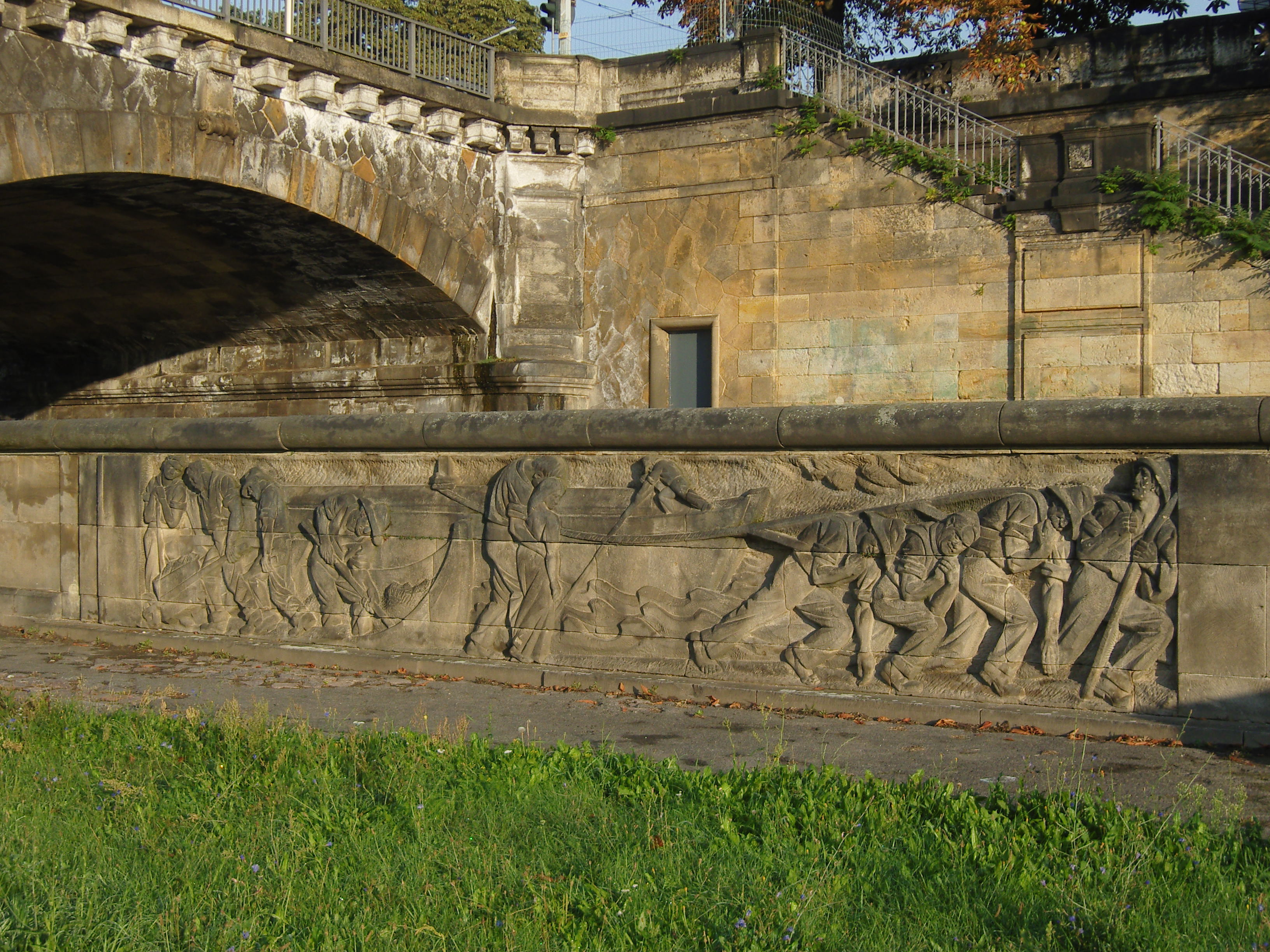
Relief Bomätscher

Am Fuß der Brücke befinden sich am Neustädter Elbufer zwei Sandsteinreliefs, die von der Elbe aus zu sehen sind. Mit dieser Blickrichtung stellt das linke Relief das historische Flussleben dar. Es ist 1,4 Meter hoch und 12 Meter breit und wurde 1936/1937 von Herrmann Alfred Raddatz geschaffen. Dargestellt sind Männer, die vermutlich Schiffsverladearbeiten durchführen  sowie ein Fährmann mit seinem Kahn. Das andere Relief, 1,4 Meter hoch und 10 Meter lang, rechts der Brücke hat Edmund Moeller im Jahr 1938 hergestellt. Es zeigt Männer, die Schiffe ziehen.
Am Neustädter Brückenkopf befindet sich eine Gedenkstätte für Rosa Luxemburg. Nach ihr ist der Rosa-Luxemburg-Platz benannt, auf den die Albertbrücke führt.